# Ulong-Inseln
Die Ulong-Inseln sind eine unbewohnte Inselgruppe der pazifischen Inselrepublik Palau. Sie liegen im Südwesten des Archipels der Chelbacheb-Inseln (Rock Islands), gut zwei Kilometer westlich von Ngebedangel Island, der westlichsten Insel der Urukthapel-Inseln, und von dieser getrennt durch die Klouel Toi Passage.